# Opisthograptis crataegata
Opisthograptis crataegata är en fjärilsart som beskrevs av Carl von Linné 1761. Opisthograptis crataegata ingår i släktet Opisthograptis och familjen mätare. Inga underarter finns listade i Catalogue of Life.